# الکتروفتوگرافی
خشک‌نگاری یا زیروگرافی (به انگلیسی: Xerography) یا برق‌شیدنگاری یا الکتروفتوگرافی (به فرانسوی: Électrophotographie) یک شیوه فتوکپی خشک است که توسط چستر کارلسون در سال ۱۹۳۸ ابداع شد. در این روش از هیچ مایع شیمیایی استفاده نمی‌شود.

## تاریخ
پیش از کارلسون در سال ۱۷۷۸ جرج کریستوف لیختنبرگ یک روش چاپ الکتروستاتیکی ابداع نموده بوداما کارلسون این روش چاپ را با عکاسی درهم آمیخت. روش اولیه کارلسون زمانبر و طاقتفرسا بود زیرا چندین مرحله این روش به صورت دستی و با ورقهای مسطح انجام می‌گرفت. اما حدود ۱۸ سال بعد با کشف این نکته کلیدی که بجای ورق‌های مسطح باید از استوانه فلزی با روکش سلنیوم استفاده کرد این روش به صورت کاملاً خودکار انجام گرفت. این تکامل باعث تولید اولین دستگاه کپی خودکار به نام زیراکس ۹۱۴ در سال ۱۹۶۰ توسط شرکت هالویید-زیراکس شد. زیروگرافی در بیشتر دستگاه‌های کپی و چاپگرهای لیزری و ال‌ای‌دی کاربرد دارد.

## فرایند الکتروفتوگرافی

نمای کلی فرایند الکتروفتوگرافی

یک استوانه فلزی که با روکش سلنیوم غیرمتبلور پوشیده شده‌است
گام نخستبارگیری: یک بارالکتریسیته ساکن (۶۰۰ ولت یا بیشتر) به‌طور منظم بر روی غلتک توزیع می‌شود.
گام دومنوردهی: برگه‌ای که باید کپی شود توسط یک منبع نوری درخشان نوردهی شده و از روی صفحه تخت عدسی می‌گذرد یا عدسی و منبع به صورت متحرک سطح برگه که در جای خود ثابت است را می‌پویند. سرعت حرکت کاغذ یا لنز با حرکت سطح غلتک همگام است. در اینصورت قسمتی از غلتک که متناظر عکس یا نوشته بر روی برگه است نورانی نمی‌شود. بارالکتریکی که پس از این نوردهی بر روی غلتک باقی می‌ماند یک تصویر ناپیدا از تصاویر بروی برگه اما به حالت قرینه است.
گام سومتونرریزی: ذرات تونر حساس به بار الکتریکی بر روی سطح غلتک توزیع می‌شوند و در قسمت‌هایی از غلتک که نوردهی نشده‌اند و دارای بارالکتریکی هستند قرار می‌گیرند. این قسمت‌ها در واقع بخش‌های متناظری از برگه هستند که دارای تصویر یا نوشته بوده‌است.
گام چهارمانتقال: برگه سفید از بین غلتک و کرونا می‌گذرد در حالی که قطبیت مخالف بار تونر دارد. تصویر روی تونر تحت فشار و کشش الکتریکی به کاغذ منتقل می‌شود.
گام پنجمجداسازی: بارالکتریکی کاغذ توسط یک کرونای دیگر خنثی می‌شود. این عمل معمولاً بلافاصله پس از گذشتن از کرونای اول انجام می‌شود تا کاغذ بتدریج و نه یکباره خنثی شود. در نتیجه کاغذ از یک سمت از روی غلتک بلند می‌شود.
گام ششمتثبیت یا پختن: تصویر تونری روی کاغذ به‌طور پایدار بروی آن تثبیت می‌شود. برای این کار کاغذ تحت فشار و حرارت (نورد داغ) قرار می‌گیرد یا توسط فرایند تابشی پخته می‌شود.
گام هفتمپاکسازی: سطح غلتک که در مرحله جداسازی تخلیه الکتریکی شده‌است، با تابش نور کاملاً از تونرهای باردار خالی شده و به وسیلهٔ یک فرچه گردان یا یک تیغه پاکسازی می‌شود تا ذرات تونری که که از مرحله قبل هنوز روی آن باقی‌مانده‌اند جمع‌آوری شوند.